# Luis Jacinto Ramallo García
Luis Jacinto Ramallo García (24 de maig de 1938, Badajoz, Extremadura) és un advocat i polític espanyol, senador en la legislatura constituent i primera, diputat en la II a VI legislatures i primer president de la Junta d'Extremadura.

## Biografia
Llicenciat en Dret, es llicencià en dret per la Universitat Complutense de Madrid el 1962 i ha exercit com a Perit Mercantil i Corredor Col·legiat de Comerç. En 1974 fou elegit diputat de la Diputació Provincial de Badajoz, i poc després fou nomenat vicepresident de la Diputació i president de la Comissió d'Hisenda. En 1976 fou un dels fundadors a Extremadura del Partido Popular, que es va integrar a la UCD.
Fou escollit senador per la UCD durant les eleccions generals espanyoles de 1977 i 1979, fou nomenat President de la Junta regional d'Extremadura càrrec que detení fins a la seva dimissió el 1980 a causa de les pugnes internes del partit a Extremadura, sent succeït per Manuel Bermejo Hernández.
Des de llavors, va continuar com a diputat, sent ja d'Aliança Popular (després Partit Popular), ha estat diputat al Congrés des de les eleccions generals espanyoles de 1982, 1986, 1989, 1993 i 1996. Dins del Congrés dels Diputats ha estat portaveu titular de la Junta de Portaveus (juliol-setembre de 1989), Vocal de la Diputació Permanent (1989-1996) i president de la Comissió de control parlamentari sobre RTVE (1989-1993) Vicepresident quart de la Mesa del Congrés i de la Comissió de Reglament (1993-1996), i President de la Comissió de l'Estatut dels Diputats (1996). Durant aquests anys es va distingir pels seus atacs al govern socialista per la manera en com va dur a terme la privatització de Rumasa. També ha estat president del partido Popular a Extremadura (1990-1993)
Arran de la victòria del Partit Popular a les eleccions de 1996, l'octubre del mateix any va renunciar al seu escó quan va ser nomenat Vicepresident de la Comissió Nacional del Mercat de Valors, i conseller del Banc d'Espanya. fins a l'any 2000, quan es retira de la política activa i exerceix de notari. El 2000 li fou concedida la Gran Creu de l'Orde d'Isabel la Catòlica i el 1996 la Gran Creu de l'Orde del Mèrit Civil.
En l'any 2001 es va veure embolicat en l'escàndol Gescartera del que en va resultar absolt, tot i que va reconèixer haver rebut regals per valor de més 12.000 euros d'Antonio Camacho.